# EURion-Konstellation

Die EURion-Konstellation

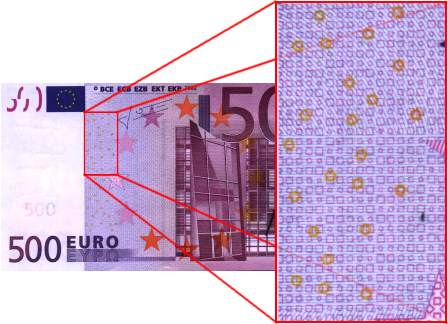
EURion-Konstellation auf einer 500-Euro-Banknote

Die EURion-Konstellation, nach dem Entwickler Omron auch Omron-Ringe genannt, ist ein Muster auf Banknoten. Da anhand dieses Musters Abbildungen von Banknoten algorithmisch erkannt werden können, ist es technisch möglich, Kopierer und Drucker herzustellen, die das Kopieren zum Zwecke der Fälschung verhindern können. Das zugrundeliegende Omron-Patent beschreibt die „Erfassung von Markierungen, die in einer gegebenen räumlichen Beziehung in Bilddaten angeordnet“ sind. Die tatsächlich für Banknoten eingesetzten Algorithmen wurden von den Entwicklern allerdings bewusst geheim gehalten (security through obscurity).
Der Name EURion constellation wurde von Markus Kuhn geprägt, einem Informatiker an der Universität Cambridge, der dieses vorher in der Öffentlichkeit unbekannte Muster enttarnte. Das Wort EURion ist ein Kofferwort aus EUR (dem Währungscode des Euro) und dem Namen des Sternbilds Orion, dem das Muster entfernt ähnelt.
Markus Kuhn experimentierte im Jahr 2002 mit einem Kopiergerät von Xerox, das sich weigerte, bestimmte Banknoten zu kopieren. Die EURion-Konstellation wurde von Kuhn als ein Muster von fünf kleinen grünen, gelben oder orangefarbenen Kreisen beschrieben. Diese wiederholen sich innerhalb der Banknote an verschiedenen Stellen. Später untersuchte Andrew Steer diese Muster weiter. Er entdeckte einfache ganzzahlige Verhältnisse zwischen den quadrierten Entfernungen der Ringe untereinander, was ein Hinweis darauf ist, wie das Muster von Bildverarbeitungssoftware effizient erkannt werden kann.
Die EURion-Konstellation ist allerdings nicht das einzige Merkmal, mit dessen Hilfe Vervielfältigungssoftware den Versuch erkennt, Banknoten zu kopieren, zu scannen oder Abbildungen von Banknoten zu bearbeiten. Das Muster wird hauptsächlich von Farbkopiergeräten benutzt; bei Bildbearbeitungsprogrammen wie Photoshop dagegen scheint es nicht zur Erkennung von Banknotenabbildungen zu dienen.

## Betroffene Banknoten

Omron-Ringe auf der 100-D-Mark-Banknote

Eine der ersten Banknoten, die dieses Sicherheitsmerkmal aufwiesen, war höchstwahrscheinlich die 10-Gulden-Banknote der Niederlande, gefolgt von den 100- und 200-DM-Noten (BBk-IIIa), welche ab 1. Oktober 1997 in Umlauf gegeben wurden.
| Währung                         | Noten mit Omron-Ringen                                                      | Noten ohne Omron-Ringe                         |
| ------------------------------- | --------------------------------------------------------------------------- | ---------------------------------------------- |
| Ägyptisches Pfund               | 5 £E (2002), 10 £E (2003), 20 £E (2001), 50 £E (2001), 100 £E (2000)        | 25 Piaster, 50 Piaster, 1 £E                   |
| Armenischer Dram                | 1.000 Dram (2001), 5.000 Dram (2003), 10.000 Dram (2003)                    | 20.000 und Gedenkschein 50.000 Dram            |
| Aruba-Florin                    | Alle (2003)                                                                 |                                                |
| Australischer Dollar            | Gedenkschein 5 $ (2001), 5 $ (2016)                                         | alle anderen Banknoten                         |
| Bosnische Mark                  | 200 Mark                                                                    | 1, 5, 10, 20, 50, 100 Mark                     |
| Britisches Pfund                | 5 £ (2002), 10 £ (2000), 20 £ (1999), 50 £ (2010) der Bank of England       |                                                |
| Bulgarischer Lew                | Alle (1999)                                                                 |                                                |
| CFA-Franc                       | Alle (west- und zentralafrikanisch, 2003)                                   |                                                |
| Chilenischer Peso               | Alle (neue Serie ab 2009)                                                   | die alte Serie wird standardmäßig ausgetauscht |
| Chinesischer Yuan               | 1 ¥ (2004), 2005er-Ausgabe von 5 ¥ und mehr                                 |                                                |
| Dänische Krone                  | Alle (Serien 1997, 2004, 2009)                                              |                                                |
| Dschibuti-Franc                 | 1.000 Francs (2005)                                                         | 2.000, 5.000 und 10.000 Francs                 |
| Euro                            | Alle (2002, ab 2013)                                                        |                                                |
| Färöische Krone                 | Alle (2001)                                                                 |                                                |
| Japanischer Yen                 | Gedenkschein 2000 ¥ (Serie D, 2000), Serie E (2004)                         |                                                |
| Kanadischer Dollar              | Alle (2004/2007)                                                            |                                                |
| Komoren-Franc                   | 1.000 und 2.000 Francs (2005)                                               | 500, 2.500, 5.000 und 10.000 Francs            |
| Madegassischer Ariary           | Alle (2006)                                                                 |                                                |
| Marokkanischer Dirham           | Alle (2002)                                                                 |                                                |
| Mexikanischer Peso              | 1000 $ (2004), 50 $ (2005)                                                  | 20 $, 50 $ (1993–2005), 100 $, 200 $, 500 $    |
| Namibia-Dollar                  | Alle (2012)                                                                 |                                                |
| Niederländische-Antillen-Gulden | 10, 25, 50, 100 NAƒ (1998)                                                  | 250 NAƒ (1986)                                 |
| Norwegische Krone               | Alle (1999)                                                                 |                                                |
| Polnischer Złoty                | 10, 20, 50, 100 Złoty (neue Banknoten seit April 2014)                      | 200 Złoty                                      |
| Rumänischer Leu                 | Alle (2005)                                                                 |                                                |
| Schwedische Krone               | 50 Kr (2006), 100 Kr (2001), 500 Kr (2001), 1000 Kr (2006)                  | 20 Kr                                          |
| Schweizer Franken               | Alle Noten der neunten Serie                                                | Alle Noten der achten Serie                    |
| Singapur-Dollar                 | Alle (1999)                                                                 |                                                |
| Südafrikanischer Rand           | Alle (2005)                                                                 |                                                |
| Südkoreanischer Won             | 1.000 ₩ (2007), 5.000 ₩ (2006), 10.000 ₩ (2000 und 2007), 50.000 ₩ (2009)   | 1.000 ₩ (1983–2007)                            |
| Thailändischer Baht             | 100 ฿, 1000 ฿ (2005)                                                        | 20 ฿, 50 ฿, 500 ฿                              |
| Tunesischer Dinar               | 10 Dinar (2005)                                                             | 5, 20 und Gedenkschein 30 Dinar                |
| Türkische Lira                  | Alle (2005)                                                                 |                                                |
| US-Dollar                       | 5 $ (ab 2008), 10 $ (2006), 20 $ (2003), 50 $ (2004), 100 $ (nach neuem $5) | 1 $, 2 $, 5 $ (bis 2008), 100 $                |

| Währung                    | Noten mit Omron-Ringen                                          |                   |
| -------------------------- | --------------------------------------------------------------- | ----------------- |
| Belgischer Franken         | 500 Francs (1998), 1.000 Francs (1997), 10.000 Francs (1997)    |                   |
| Deutsche Mark              | BBk-IIIa: 50 (ab Feb. 1998), 100 und 200 Mark (ab 1. Okt. 1997) |                   |
| Niederländischer Gulden    | 10 Gulden (1. Juli 1997)                                        |                   |
| Französischer Franc        | 100 Francs (ab 15. Dezember 1997)                               |                   |
| Österreichischer Schilling | 500 und 1000 Schilling (20. Oktober 1997)                       |                   |
| Slowakische Krone          | 200, 500, 1000 und 5000 Kronen (1999)                           |                   |
| Türkische Lira             | 20 Mio. Lira (2000)                                             |                   |
| Kroatische Kuna            | 5, 10, 20 Kuna (2001), 50, 100 und 200 Kuna (2002)              | 500 und 1000 Kuna |

## Banknotenerkennung durch Soft- und Hardware
Verschiedene Scanner, Farbkopierer und Bildbearbeitungsprogramme wie Adobe Photoshop neuer als Version 7 oder Corel Paint Shop Pro weigern sich, Banknoten zu bearbeiten. In einem Artikel des Magazins Wired wurde das dazu verwendete Counterfeit Deterrence System (CDS) beschrieben. Entwickelt hat es die Central Bank Counterfeit Deterrence Group. Die Einbindung des als Binärmodul vorliegenden CDS in Produkte geschieht nach Angaben der Organisation auf freiwilliger Basis.
Experimente von Steven J. Murdoch und anderen zeigten, dass die Erkennung der Banknoten nicht ausschließlich vom EURion-Muster abhängt. Es werden auch andere Merkmale berücksichtigt, die bislang noch nicht in der Öffentlichkeit bekannt sind. Eines davon scheint ein Digitales Wasserzeichen von Digimarc zu sein.
Die verwendeten Algorithmen zur Erkennung von Banknoten werden gemäß dem umstrittenen Prinzip Security through obscurity geheim gehalten. Es wird dabei die Erkennungssoftware direkt an Entwickler von elektronischen Reproduktionsgeräten weitergegeben, die sie dann in ihre Geräte einbauen. Betrachtet man das Prinzip der Security through obscurity als adäquat, kann man zu dem Schluss kommen, dass die Schutzwirkung des Systems dadurch eingeschränkt wird, dass es in quelloffener Software (Open Source), beispielsweise das Bildbearbeitungsprogramm GIMP oder quelloffene Gerätetreiber, nicht unter Geheimhaltung eingebaut werden kann, und solche Software dementsprechend weiterhin zur Digitalisierung und Bearbeitung von Banknoten und anderen „geschützten“ Dokumenten genutzt werden kann.